# Luis Armando Collazuol

Bischofswappen von Luis Armando Collazuol

Luis Armando Collazuol (* 10. Februar 1948 in Rosario, Provinz Santa Fe) ist ein argentinischer römisch-katholischer Geistlicher und emeritierter Bischof von Concordia.

## Leben
Luis Armando Collazuol studierte Philosophie und Katholische Theologie am Priesterseminar in Rosario. Am 29. September 1974 empfing er das Sakrament der Priesterweihe für das Erzbistum Rosario. Nach weiterführenden Studien erwarb er 1976 an der Theologischen Fakultät von Nordspanien in Burgos ein Lizenziat im Fach Katholische Theologie.
Von 1977 bis 1993 war Collazuol als Pfarrer der Pfarrei Nuestra Señora del Carmen de Timbues tätig, bevor er Pfarrer der Pfarrei San Miguel wurde. Zudem fungierte er ab 1987 als Erzpriester sowie ab 1977 als kirchlicher Assistent der Cursillos de Cristiandad und ab 1993 der Männersektion der Katholischen Aktion im Erzbistum Rosario. Außerdem lehrte Collazuol ab 1977 am Priesterseminar in Rosario und ab 1984 auch an der Escuela de Ciencias Sagradas Cardenal Caggiano. Darüber hinaus gehörte er ab 1987 dem Priesterrat und ab 1993 dem Konsultorenkollegium des Erzbistums Rosario an.
Papst Johannes Paul II. ernannte ihn am 31. Dezember 1997 zum Titularbischof von Elo und zum Weihbischof in Rosario. Die Bischofsweihe spendete ihm der Erzbischof von Rosario, Eduardo Mirás, am 27. März 1998 im Estadio cubierto del Club Atlético Provincial in Rosario; Mitkonsekratoren waren Jorge Manuel López, emeritierter Erzbischof von Rosario, und Héctor Sabatino Cardelli, Weihbischof in Rosario, sowie Mario Luis Bautista Maulión, Bischof von San Nicolás de los Arroyos. Sein Wahlspruch Gloria a Dios y paz a los hombres („Ehre sei Gott und Friede den Menschen“) stammt aus dem Gloria (Lk 2,14 ). Als Weihbischof war Collazuol zusätzlich Generalvikar des Erzbistums Rosario.
Am 21. Juli 2004 bestellte ihn Johannes Paul II. zum Bischof von Concordia. Die Amtseinführung (Inthronisation) fand am 11. Oktober desselben Jahres statt. In der Argentinischen Bischofskonferenz gehörte Collazuol den Kommissionen für das Laienapostolat, für die Migranten und Menschen unterwegs (2014–2020) und für die Pastoral im Gesundheitsdienst (2021–2024) an. Ferner fungierte er von 2017 bis 2020 als stellvertretender Repräsentant der Region Litoral.
Papst Franziskus nahm am 21. Juni 2023 das von Luis Armando Collazuol aus Altersgründen vorgebrachte Rücktrittsgesuch an.